# Домашній затишок
«Домашній затишок» (англ. The Comforts of Home) — психологічне оповідання американської письменниці XX століття Фланнері О'Коннор. Вперше надрукований восени 1960 року в «The Kenyon Review», XXII, № 4, стр. 523–554.

## Сюжет
Основою оповідання є непрості сімейні відносини. Матір Томаса пожаліла бездомну напівбожевільну сироту Сару Хем, яка називає себе Стар Дрейк і дозволила їй жити в їх будинку. Фото Сари вона побачила в газеті де розповідалось, що вона підробила чек і тепер сидить за ґратами. Томас проти цього, але матір не слухає його і переконує теж пожаліти Сару. Сара лиш дратує його — вона не працює, живе за чужий кошт і крім того вона німфоманка, тому постійно чіпляється до нього. Ця дівчина асоціальна — вона нікого не любить і не відчуває вдячності до матері Томаса.
Головний герой розуміє, що далі так жити не можна і він вирішує перейти до кардинальних дій, як би це зробив його покійний батько. Він іде до шерифа Фейербразера давнього знайомого його батька, коли зникає його пістолет, — і звинувачує Сару у крадіжці. Фейербразер обіцяє прийти десь о шостій годині. Коли він повертається додому то бачить, що пістолет знову на місці. Томас вирішує підкинути пістолет в сумочку Сари (йому здається, що це радить сам батько). Але та спіймала його на гарячому і розповіла про те що трапилось матері Томаса. Томас у відчаї хватає пістолет і стріляє та в цей момент розборонити їх кинулась мати і куля попала в неї. Саме в цей момент в дім зайшов Фейербразер і побачивши Томаса і Сару Хем, що стояли над тілом загиблої вирішив, що Томас захотів вбити свою матір, а звинуватити у цьому божевільну дівчину.

## Оцінка твору
Як і у всіх творах О'Коннор персонажі мають чітко виділені характери і найчастіше вони є ані поганими, ані хорошими. Жорстокість у її творах пов'язана зі стражданнями та нерозумінням. Всі образи твору гротескні, але й достовірні водночас. Самобутній стиль письменниці проявився і в цьому динамічному оповіданні — про любов, ніжність і ненависть — гіперболічність, метафізика і натуралізм все це переплітається в єдине ціле. «Домашній затишок» є глибоко психологічним оповіданням, основною темою його є людські відносини в сім'ї, і спроба відповісти на питання чи можна любити і ненавидіти водночас.

## Джерело
- http://www.vavilon.ru/metatext/mj50/oconnor.html [Архівовано 28 червня 2011 у Wayback Machine.]